# Liquid Spirit
Liquid Spirit — третий студийный альбом американского джазового музыканта Грегори Портера, вышедший 2 сентября 2013 года на лейбле Blue Note Records.
Альбом принёс Портеру премию Грэмми за лучший джазовый вокальный альбом (2014). Песня «Hey Laura», выпущенная в качестве одного из синглов с альбома, была номинирована на премию «Грэмми» за лучшее традиционное исполнение в стиле R&B.

## Описание
| Оценки критиков           | Оценки критиков |
| Источник                  | Оценка          |
| ------------------------- | --------------- |
| All About Jazz            | [ 2 ]           |
| AllMusic                  | [ 3 ]           |
| Contactmusic.com          | [ 4 ]           |
| Daily Express             | 4/5             |
| Financial Times           | [ 6 ]           |
| The Galleon               | 8/10            |
| The Guardian              | [ 8 ]           |
| laut.de                   | [ 9 ]           |
| PopMatters                | [ 10 ]          |
| The Sydney Morning Herald | [ 11 ]          |

Liquid Spirit стал первым альбомом Грегори Портера на мейджор-лейбле после двух инди-альбомов.
Джазовый критик Джон Фордхэм из «The Guardian» отметил, что «[Liquid Spirit] — более сбалансированный альбом Портера, чем предшествующие, и такой же безупречный и уверенный, как и другие альбомы с лейбла Blue Note». Уилл Лейман из PopMatters высказал мнение, что благодаря Liquid Spirit Грегори Портер оказался в центре внимания джазовой публики — «там, где он заслуживает быть».
По мнению Тома Юрека из AllMusic, если первые два альбома Портера выявили его талант и были многообещающими, то Liquid Spirit стал «гигантским шагом вперёд» в музыкальном мастерстве.
Майк Хобарт из Financial Times отметил:

Дебют Грегори Портера на мейджор-лейбле, в основном написанный им самим, это искусная и свободная духом смесь песен о любви, высказываний на социальные темы и размышлений о жизни. … Тексты песен написаны от чистого сердца и иногда странноваты, но богатый баритон Портера источает уверенность и оживляет каждый слог.

## Список песен
Все песни написаны Грегори Портером, если не указано иное.
| №                   | Название                                            | Длительность |
| ------------------- | --------------------------------------------------- | ------------ |
| 1.                  | «No Love Dying»                                     | 3:56         |
| 2.                  | «Liquid Spirit»                                     | 3:36         |
| 3.                  | «Lonesome Lover» (Эбби Линкольн, Макс Роуч)         | 3:11         |
| 4.                  | «Water Under Bridges»                               | 3:32         |
| 5.                  | «Hey Laura»                                         | 3:19         |
| 6.                  | «Musical Genocide»                                  | 3:45         |
| 7.                  | «Wolfcry»                                           | 4:10         |
| 8.                  | «Free» (Зак Наджор, Грегори Портер)                 | 5:01         |
| 9.                  | «Brown Grass»                                       | 4:17         |
| 10.                 | «Wind Song»                                         | 3:23         |
| 11.                 | «The 'In' Crowd» (Билли Пейдж)                      | 3:37         |
| 12.                 | «Movin'»                                            | 4:49         |
| 13.                 | «When Love Was King»                                | 6:52         |
| 14.                 | «I Fall in Love Too Easily» (Сэмми Кан, Жюль Стайн) | 7:47         |
| Общая длительность: | Общая длительность:                                 | 61:15        |

## Участники записи
- Грегори Портер — вокал, аранжировка
- Чип Кроуфорд — фортепиано, аранжировка
- Аарон Джеймс — бас-гитара (треки 1-3, 5, 6, 8-14)
- Эмануэль Харрольд — барабаны (треки 1-3, 5, 6, 8-13)
- Ёсукэ Сато — альт-саксофон (треки 1-3, 6, 8, 10, 12)
- Тивон Пенникотт — тенор-саксофон (треки 2, 3, 5, 6, 8, 10, 12)
- Кертис Тейлор — труба (треки 2, 3, 6, 8, 10, 12)
- Гленн Патча — орган Хаммонда (треки 5, 6, 8), Fender Rhodes (трек 6)

## Чарты
| Чарт (2013–15)                   | Высшая позиция |
| -------------------------------- | -------------- |
| Австрия (Ö3 Austria)             | 25             |
| Бельгия/Фландрия (Ultratop)      | 35             |
| Бельгия/Валлония (Ultratop)      | 57             |
| Дания (Hitlisten)                | 7              |
| Нидерланды (Album Top 100)       | 6              |
| Франция (SNEP)                   | 24             |
| Германия (Media Control)         | 8              |
| Италия (Classifica album)        | 42             |
| Норвегия (VG-lista)              | 35             |
| Испания (PROMUSICAE)             | 89             |
| Швейцария (Schweizer Hitparade)  | 63             |
| Великобритания (UK Albums Chart) | 9              |
| США (Billboard 200)              | 187            |
| США (Billboard Top Jazz Albums)  | 2              |

| Чарт (2013)                      | Позиция |
| -------------------------------- | ------- |
| Германия (Offizielle Top 100)    | 50      |
| США (Top Jazz Albums, Billboard) | 31      |

| Чарт (2014)                      | Позиция |
| -------------------------------- | ------- |
| Франция (SNEP)                   | 150     |
| Германия (Offizielle Top 100)    | 34      |
| Великобритания (UK Albums)       | 60      |
| США (Top Jazz Albums, Billboard) | 6       |

| Регион | Сертификация | Продажи |
| --- | ------------ | ------- |
| Австрия (IFPI Austria) | Платиновый   | 15 000* |
| Германия (BVMI) | 3× Золотой   | 300 000 |
| Нидерланды (NVPI) | Золотой      | 25 000^ |
| Великобритания (BPI) | Платиновый   | 300 000 |
| * Данные о продажах приведены только на основе сертификации. · ^ Данные о тиражах приведены только на основе сертификации. · Данные о продажах + прослушиваниях приведены только на основе сертификации. |              |         |